# Жолваж
Жолва́ж (др.-рус. Жолважь) — летописный город, упомянутый в «Списке русских городов дальних и ближних» конца XIV века. Один из числа 71 «киевского» города. Его местоположение не выяснено.
Упоминается между городами Бирин и Хотмышль:
А на Пьсле Ничян. Городище. Лошици. Бирин. Жолважь. На Воръскле Хотмышль. Чечереск.

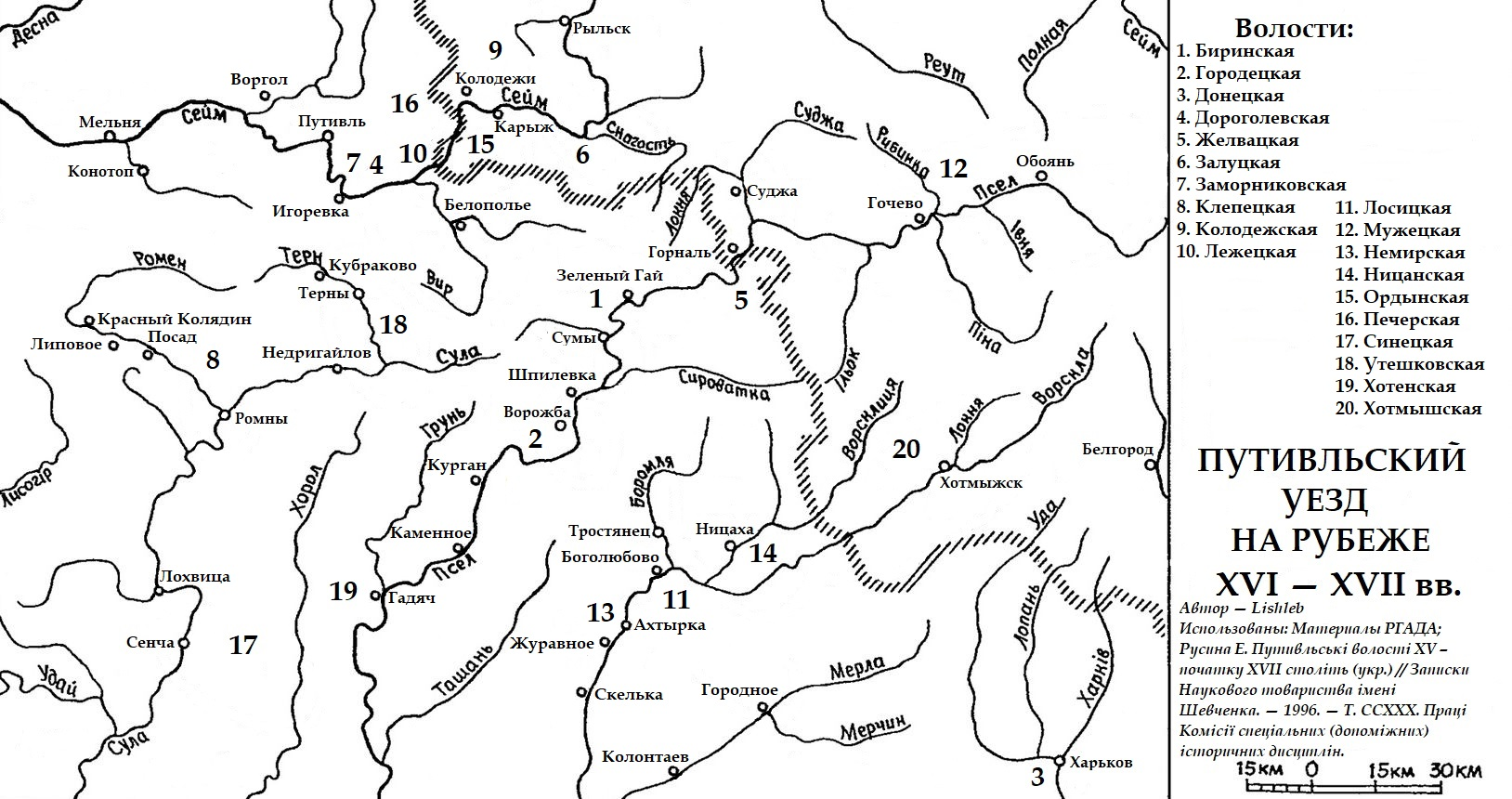
Желвацкая волость в составе Путивльского уезда

М. Н. Тихомиров отмечает среди наиболее трудных для правильного понимания «Списка» фразу «Жолважь на Ворскле Хотмышль», поскольку название реки поставлено то раньше, то после названия городов. В комментариях к «Списку» Тихомиров пишет, что «Жолважь по документу 1499 г. находился в непосредственном соседстве с Городиском: „Городиское волости и Жолважское“. Между тем на карте Боплана 1665 г. в верховьях реки Псёл показано селение Городиски (Horodyski); это, вероятно, Городище на Пселе нашего „Списка“. Следовательно, Жолважь надо искать в этом же районе». Из документов XV—XVII веков известно о Жолважской (Желватцкой) волости на среднем Пселе, которая сформировалась ещё в период феодальной раздробленности и практически без изменений просуществовала до первой половины XVII века.
Согласно одной из гипотез, Жолваж можно соотнести с Тополянским городищем, расположенным близ Сум. По другой версии, Жолваж локализуется в Курской области и связан с Горнальским археологическим комплексом или с неизученным Вышневым городищем, расположенным в черте Суджи.
Лингвист М. А. Ююкин видит этимологию топонима Жолваж в посессивном производном с формантом *-jь от незасвидетельствованного двучленного антропонима *Жел(и)вадъ. Оба компонента известны в славянской антропонимии.